# 涼鞋

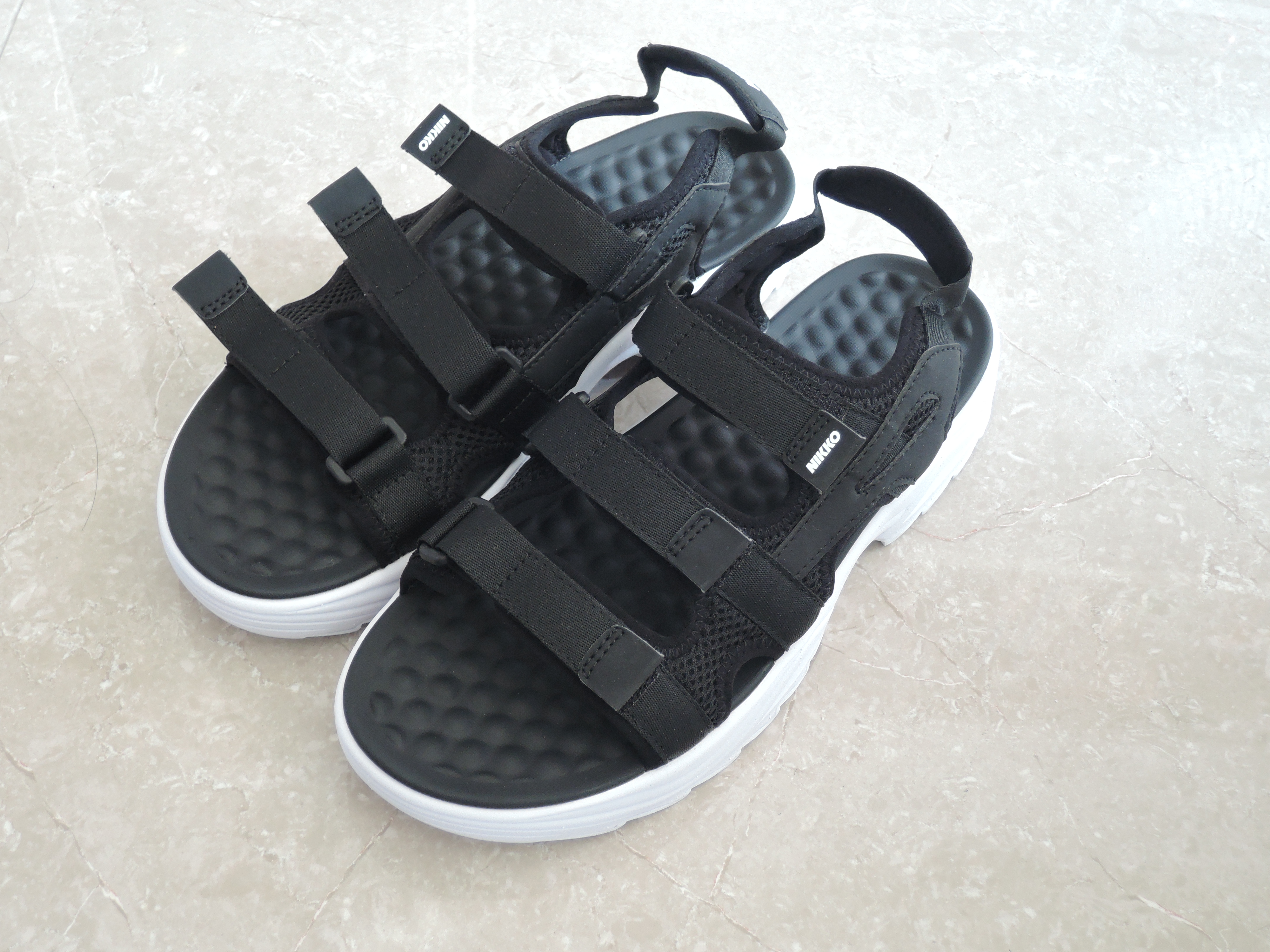
黑色潮流的涼鞋

凉鞋的主要特点就是用料极少，因而能有更多的空间可以裸露皮肤用于通风透气，常在夏天穿着。也有一些冬季凉鞋，其特点是材质比较保暖但又有透气空间。凉鞋的结构通常是由几根带子固定在脚背上，因此露出人的脚趾是其主要特色，通常女士会在夏天涂上指甲油等方式彰顯個人品味。因而在中国大陆地区，穿着凉鞋以女士居多，男士甚少在休閒場合以外穿著，而設計也相對普通，这与传统文化有关。凉鞋适合非正式场合、休闲场合的穿着，在正式场合绝不适宜，除非是一些特殊設計的女性涼鞋。另外一般穿凉鞋時都不需要再穿袜子和絲袜，但近来有时尚界人士将穿花花綠綠的袜子再穿凉鞋定义为一种新时尚。

## 分类
- 編織涼鞋
- 高跟凉鞋
- 沙灘凉鞋
- 运动凉鞋

- 罗马凉鞋
- 皮革凉鞋

## 涼鞋圖集

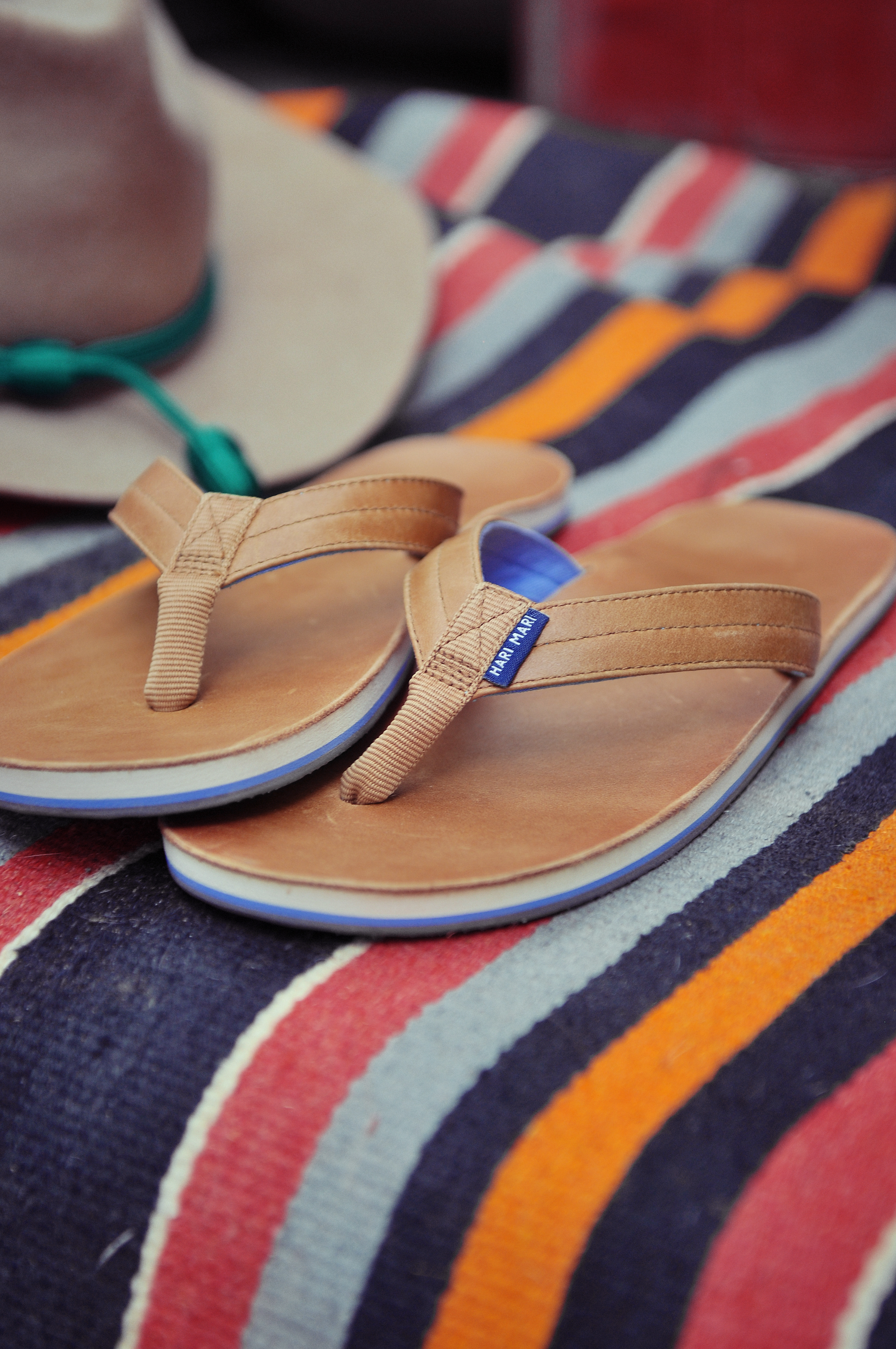
皮革人字涼鞋
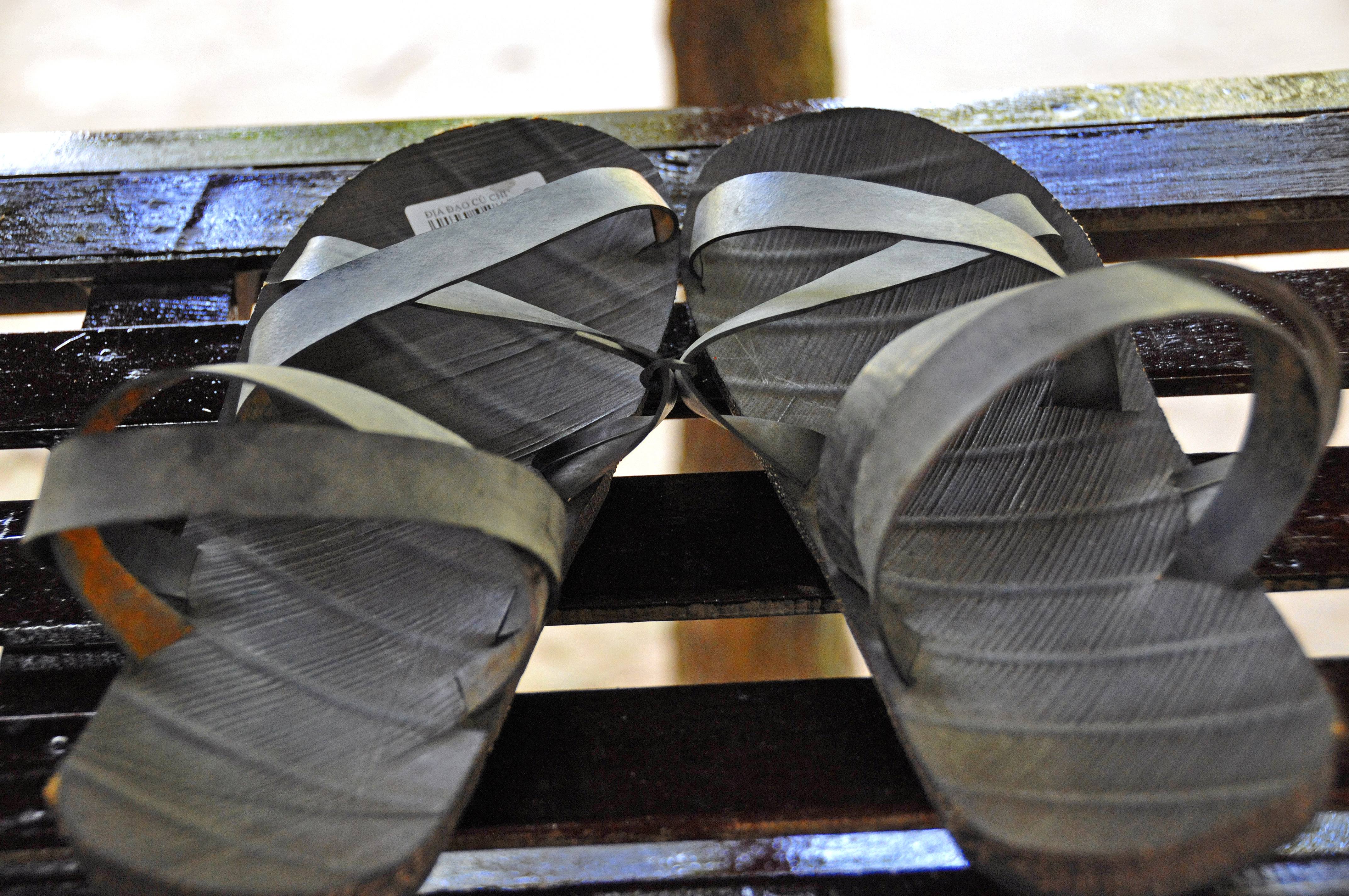
一雙越南胡志明涼鞋
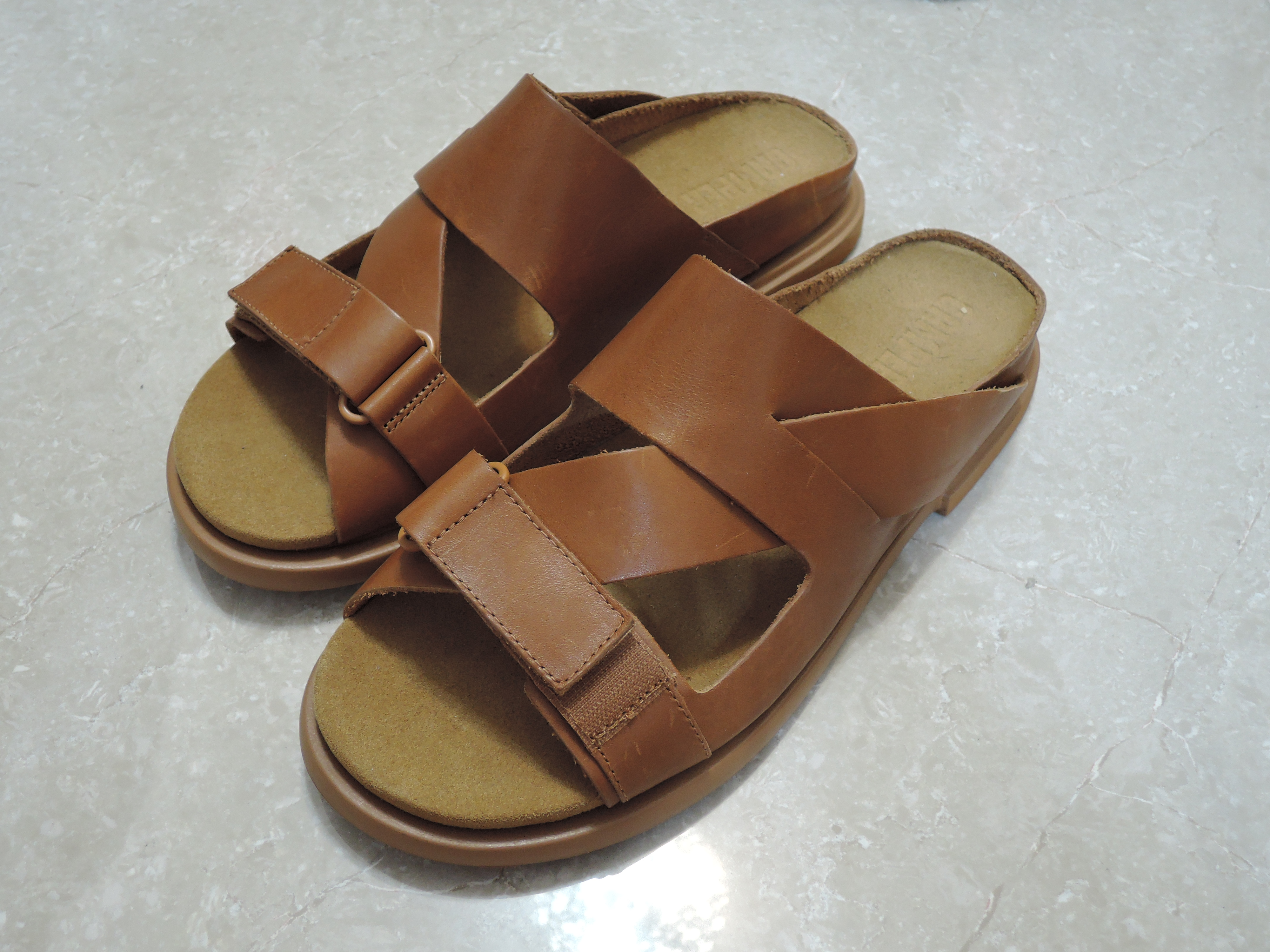
一雙男士皮革的拖鞋
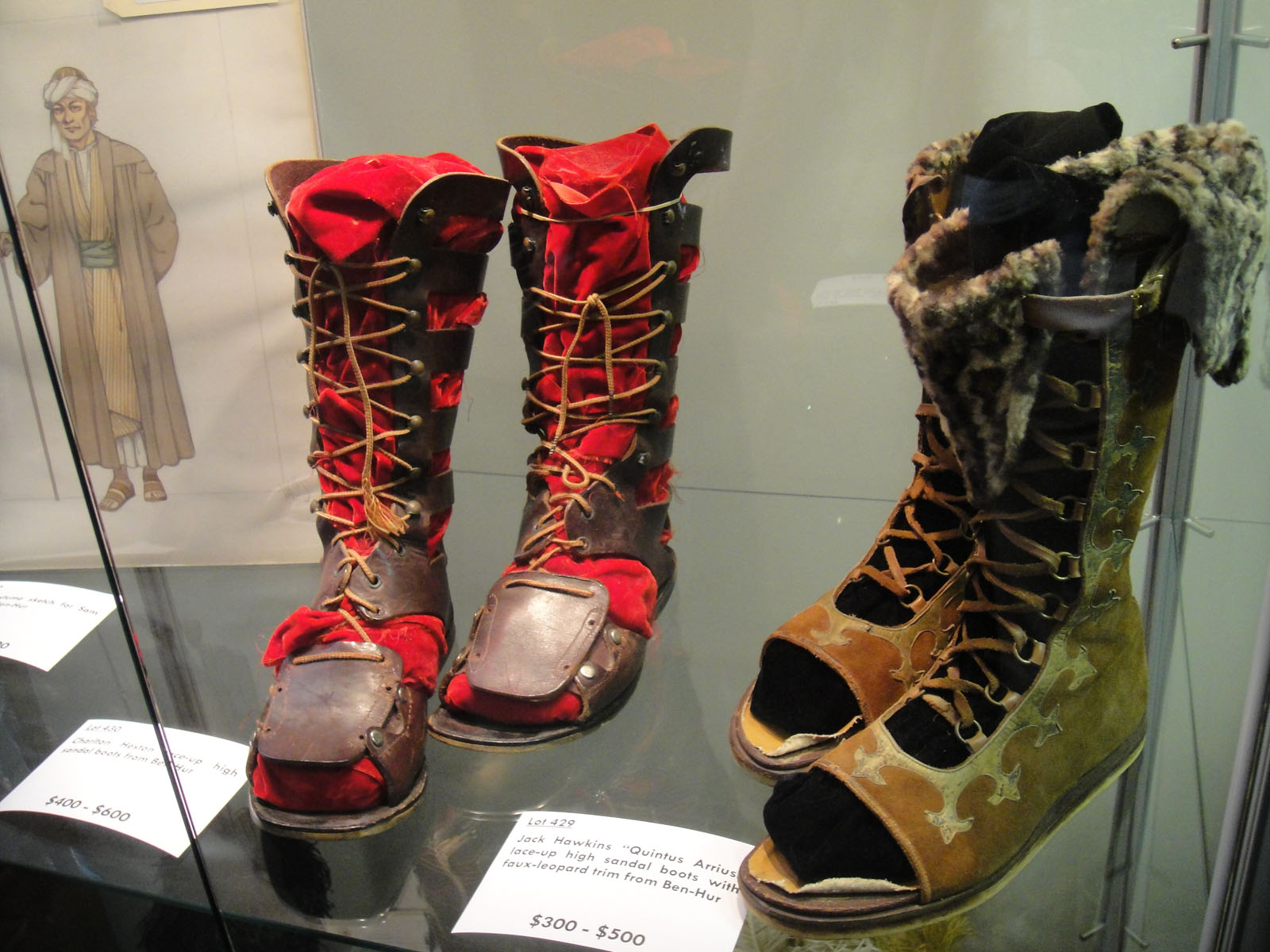
兩雙古代涼鞋
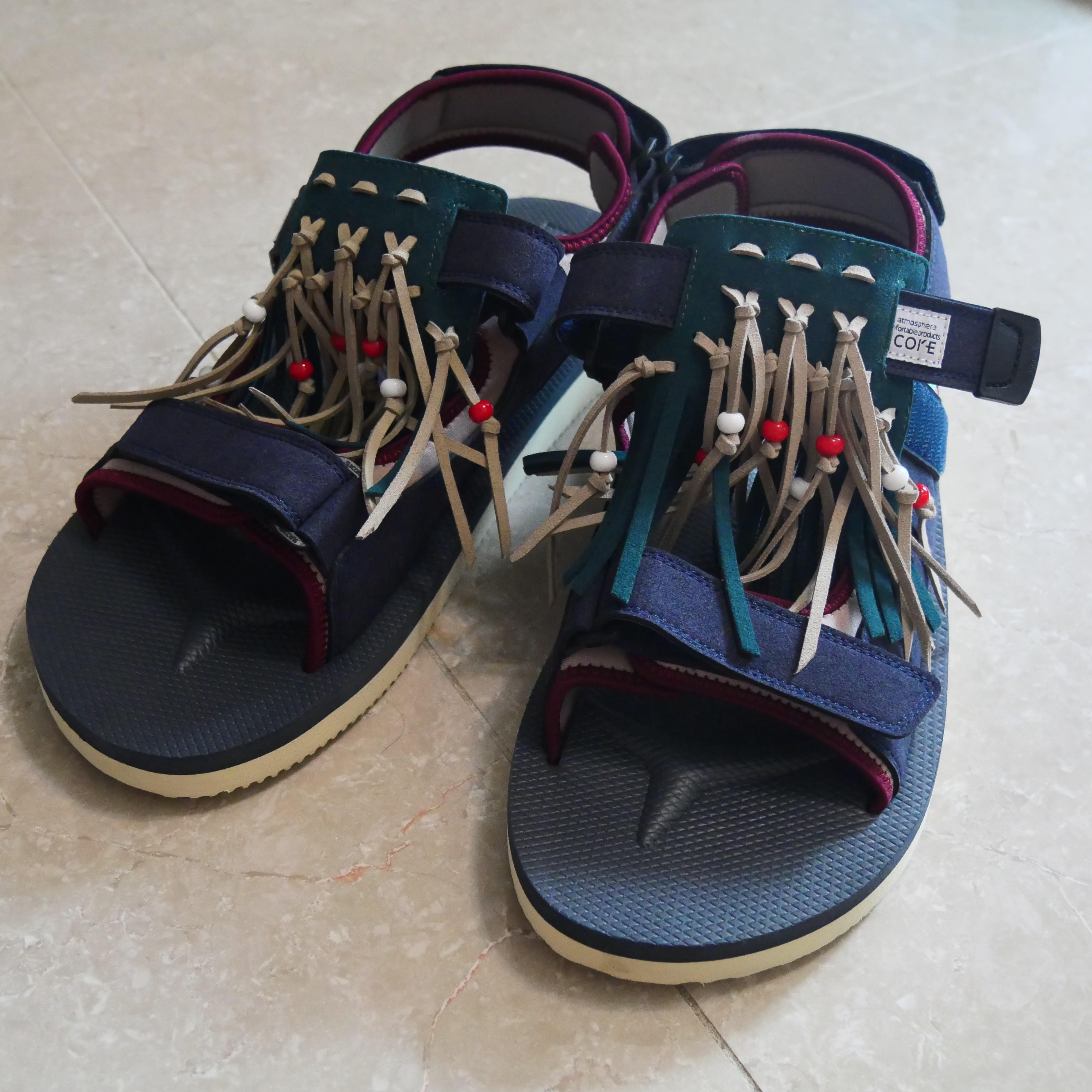
簡約風涼鞋
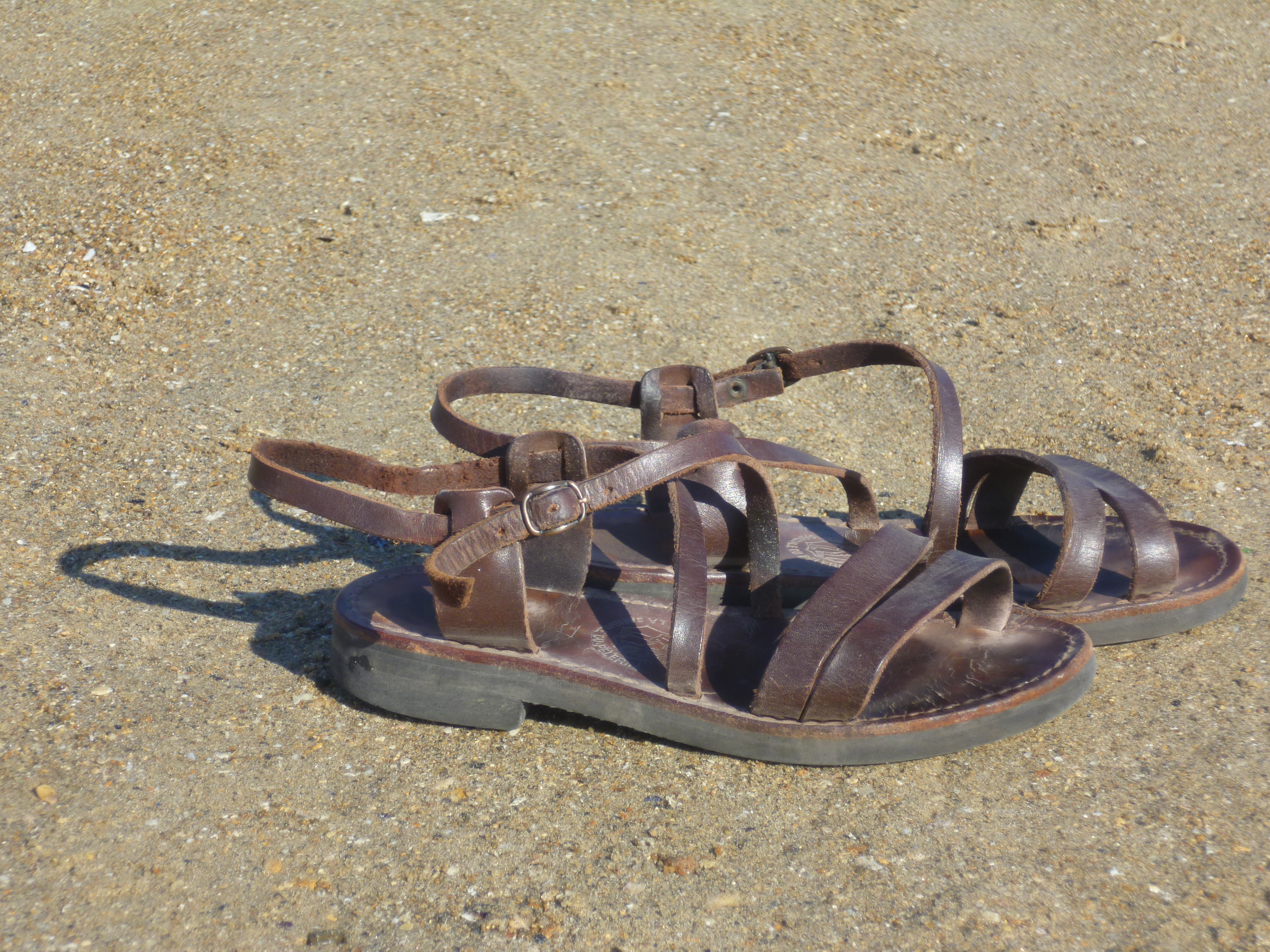
一雙皮革涼鞋
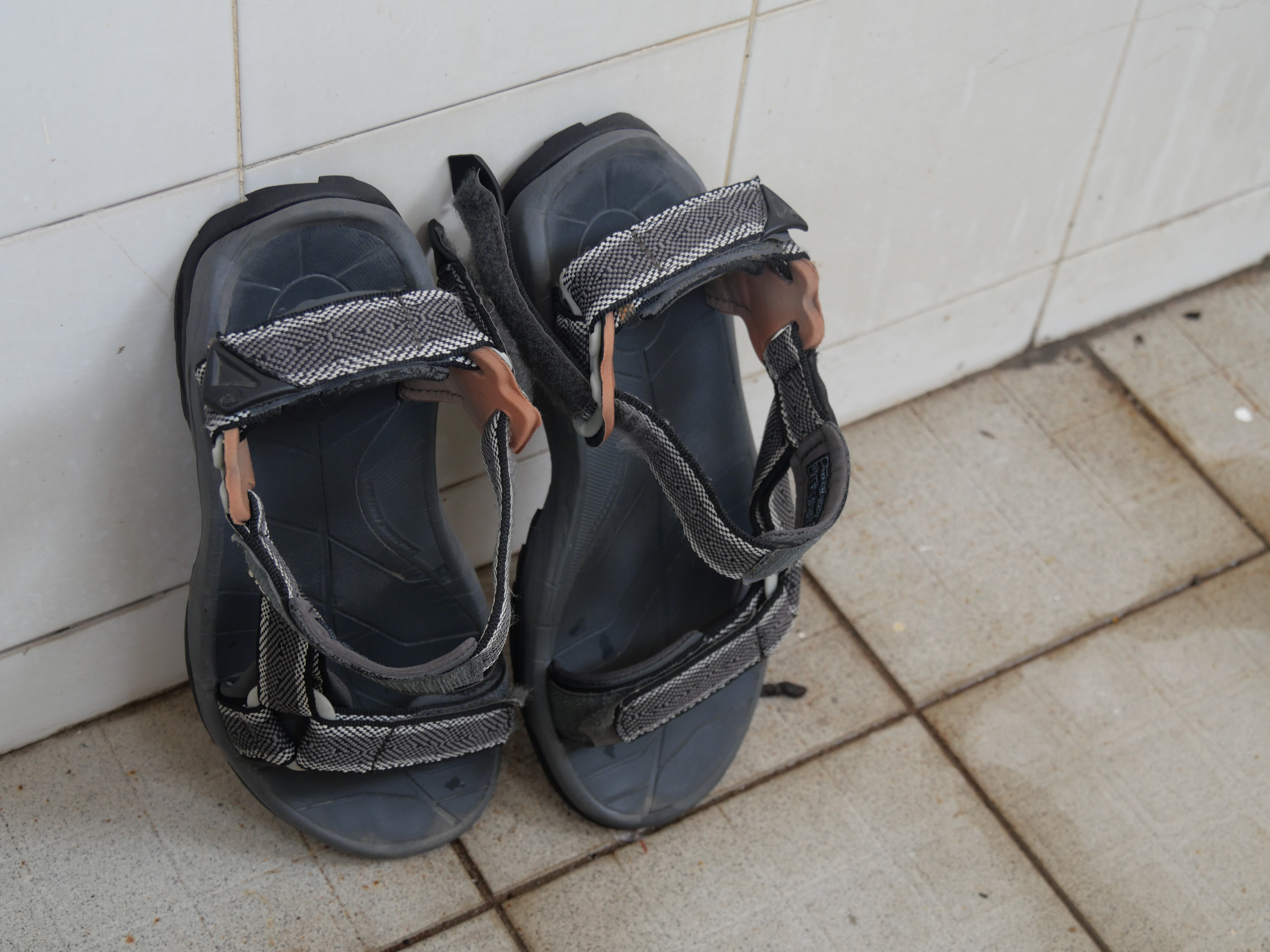
一雙野外涼鞋
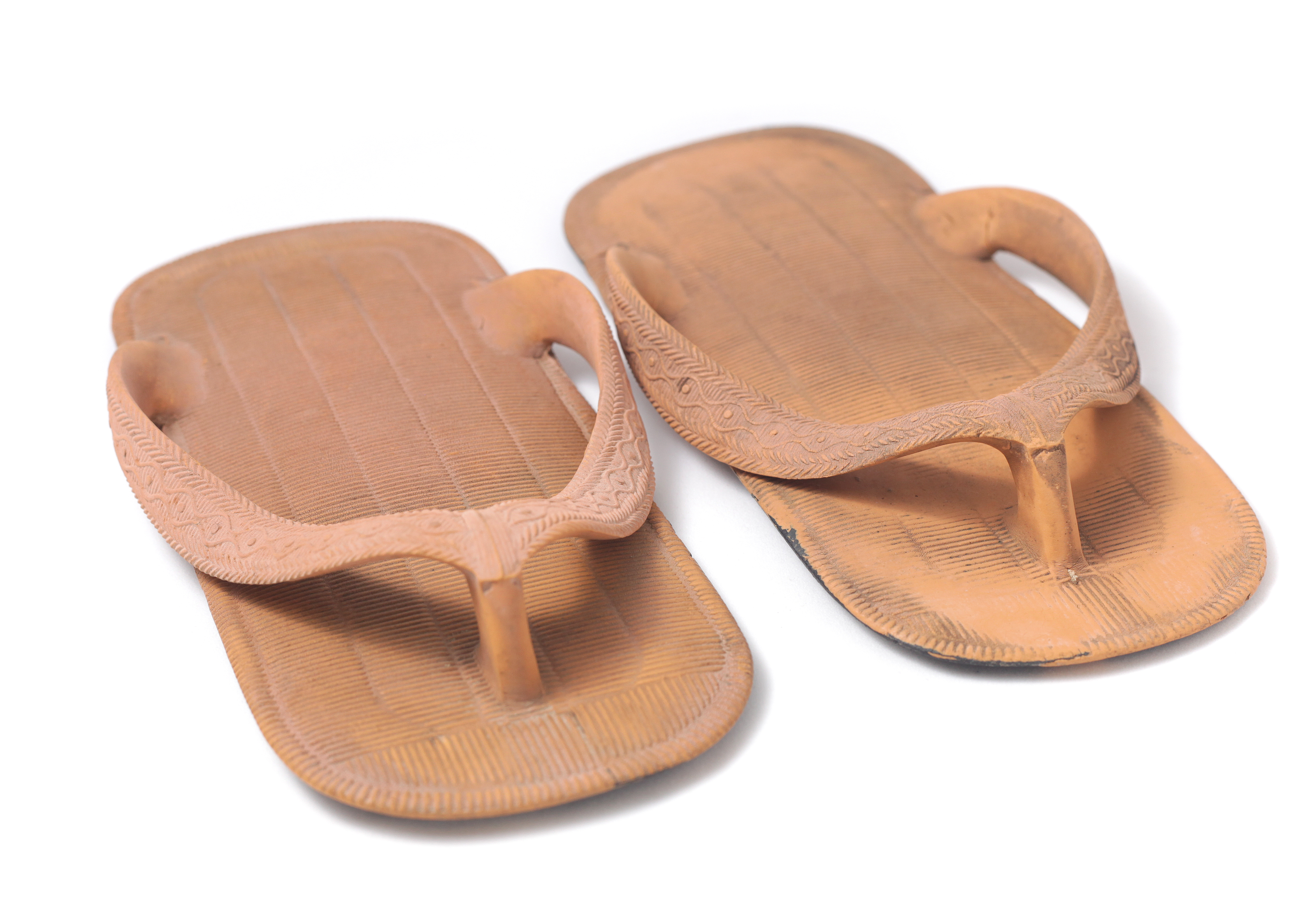
日本草履涼鞋